# 뜨뜨뜨뜨
뜨뜨뜨뜨(본명: 석주형, 1995년 1월 9일 ~ )는 대한민국의 인터넷 방송인이다. 줄여서 뜨뜨, 뜨4라고도 불린다.

## 사건 및 논란

### 뜨뜨뜨뜨 뷰봇 사용 논란 및 트위치 코리아 영구정지 사건
트위치 코리아가 뜨뜨뜨뜨에게 시청자 수를 조작하는 뷰봇 프로그램을 사용했다는 이유로 트위치 영구정지가 내려졌다. 하지만 그것은 근거없는 정보였고 이로 인해 뜨뜨뜨뜨는 항의하였으며 트위치 본사도  공정거래위원회가 트위치 측에 무단 영구정지 약관 등 5개의 불공정 약관에 대하여 시정조치를 권고했다.
2022년 봄 릴카와 함께 영구정지는 풀렸으나 트위치 방송은 하지 않는 중이다.

## 수상
- 유튜브 실버버튼
- 유튜브 골드버튼[3]